# The Daltons' Women
The Daltons' Women è un film del 1950 diretto da Thomas Carr.
È un western statunitense a sfondo musicale con Lash La Rue, Al St. John e Jack Holt.

## Plot
The Dalton gang has moved west taking new identities and Marshals Lash and Fuzzy are after them. They receive help from Pinkerton agent Joan Talbot as they try to sort out who the bad guys really are.

## Produzione
Il film, diretto da Thomas Carr su una sceneggiatura di Ron Ormond e Maurice Tombragel, fu prodotto dallo stesso Ormond tramite la Western Adventures Productions e girato nell'Iverson Ranch a Chatsworth, Los Angeles, California.

## Distribuzione
Il film fu distribuito negli Stati Uniti dal 25 febbraio 1950 al cinema dalla Realart Pictures.
Altre distribuzioni:
- in Danimarca il 26 ottobre 1953 (Vestens vilde kvinder)
- in Svezia il 15 marzo 1954 (Kalabalik i vilda västern)
- in Germania Ovest il 1º aprile 1958 (Gauner, Gangster, schöne Mädchen)

## Promozione
Le tagline sono:
- I've got my brand...on you!
- For my man...I'd kill you!...or him!